# Hatton, Lincolnshire
Hatton är en ort och civil parish i Storbritannien.   Den ligger i grevskapet Lincolnshire och riksdelen England, i den sydöstra delen av landet, 200 km norr om huvudstaden London. Hatton ligger 44 meter över havet och antalet invånare är 113.
Terrängen runt Hatton är platt. Runt Hatton är det ganska tätbefolkat, med 75 invånare per kvadratkilometer. Närmaste större samhälle är Louth, 18,4 km nordost om Hatton. Trakten runt Hatton består till största delen av jordbruksmark.